# Hertugdømmet Brabant
 For alternative betydninger, se Brabant. (Se også artikler, som begynder med Brabant)
Brabant er et tidligere hertugdømme og et historisk område i Benelux. Hertugdømmet Brabant eksisterede fra 1183 til 1795 og var et rigsumiddelbart territorium i Det Tysk-romerske rige. Det historiske område Brabant er i dag delt mellem de nuværende stater Belgien og Nederlandene, og består i dag af fem underområder: provinsen Nord-Brabant i Nederlandene, og provinserne Flamsk-Brabant, Vallonsk-Brabant, Antwerpen og regionen Bryssel i Belgien.

## Området
Både i Nederlandene og Belgien er der provinser, der bærer navnet Brabant som et led i deres betegnelse. Dette skyldes, at de engang udgjorde et samlet område. 
- Nord-Brabant er en provins i den sydlige del af Nederlandene.
- Flamsk-Brabant er en provins i den belgiske delstat Flandern.
- Vallonsk-Brabant er en provins i den belgiske delstat Vallonien.

Mellem Nord-Brabant og Flamsk-Brabant ligger provinsen Antwerpen, som oprindeligt ligeledes var en del af hertugdømmet Brabant. 

## Historie
Det middelalderlige hertugdømme Brabant, med Bryssel som hovedstad, var oprindelig et len af Det tysk-romerske Rige, ligesom de fleste andre områder i det nuværende Benelux-område. Hertugdømmet blev etableret af den tysk-romerske kejser Frederik Barbarossa i 1183 for Henrik 1. fra slægten Reginarerne. Senere blev Brabant sammen med bl.a. grevskaberne Flandern og Holland forenet under de burgundiske hertuger (1369-1477). Dette førte til, at de nederlandske områder opnåede uafhængighed af både Frankrig og Tyskland. Økonomisk set blev Antwerpen en vigtig verdenshavn i 1500-tallet, og politisk set spillede Brabant en vigtig indenfor det nederlandske område.
I slutningen af samme århundrede førte religionskrigene dog til splittelsen af Brabant i en nordlig og en sydlig del, heraf det nuværende navn for den nederlandske provins Noord-Brabant. Den sydlige del af hertugdømmet strækker sig i dag over de belgiske provinser Antwerpen, Flamsk-Brabant og Vallonsk-Brabant.
Hertugdømmet blev opløst og fordelt i forskellige franske departementer, da det blev erobret af Frankrig i 1795 under Revolutionskrigene. Efter at Frankrig var blevet besejret i Napoleonskrigene, blev provinsen Brabant i 1815 etableret af det tidligere franske departement Dyle, som bestod af kerneområdet i det tidligere hertugdømme Brabant. Mellem 1815 og 1830 var Brabant en provins i det Forenede Kongerige Nederlandene, og fra 1830 i Kongeriget Belgien.

## Sprog
Der tales nederlandsk i både Nord-Brabant og Flamsk-Brabant. I Vallonsk-Brabant tales der fransk.